# Erwin Seifert (Fußballspieler)
Erwin Seifert (* 13. April 1939 in Zellmühle) ist ein deutscher ehemaliger Fußballspieler in der DDR-Oberliga, der höchsten Spielklasse in Ostdeutschland. Dort spielte er für den SC Turbine/FC Rot Weiß Erfurt und den SC Motor Jena.

## SC Turbine Erfurt
Als Nachwuchsspieler war Seifert von 1956 bis 1960 Mitglied der Betriebssportgemeinschaft (BSG) Motor Sömmerda, für die er 1956 zwei Länderspiele mit der DDR-Juniorenauswahl bestritt. 1957 wurde er bei Motor Sömmerda Torschützenkönig mit 15 Treffern in der II. DDR-Liga. Von Sömmerda wurde er zu Beginn der Fußballsaison 1961 zum regionalen Spitzenklub SC Turbine Erfurt delegiert. Dort standen in der Saison 1961/62 für die Oberligamannschaft 39 Punktspiele an, da die Spielzeit vom Kalenderjahr auf den Herbst-Frühjahr-Rhythmus umgestellt wurde. Der 22-jährige Seifert führte sich in der obersten Spielklasse sofort gut ein, bestritt 26 Oberligaspiele, wurde mit 22 Treffern bester Torschütze der Erfurter und kam auf Platz zwei der Oberligaschützen hinter dem Rostocker Arthur Bialas (23). Dieser gute Start verhalf Seifert zu einem Länderspieleinsatz in der DDR-Nachwuchsnationalmannschaft. Am 8. Mai 1962 wurde er in der 2. Halbzeit des Spiels DDR – Polen (1:3) als Stürmer eingewechselt. In der folgenden Saison 1962/63 hatte er sich vollends als Stammspieler etabliert. Er wurde regelmäßig als Stürmer eingesetzt und war mit 14 Toren erneut bester Schütze des Klubs und landete damit auf Platz drei in der Oberliga.

## SC Motor Jena
Als potentieller Nationalspieler wurde Seifert für den DDR-Meister 1963 SC Motor Jena interessant, und dieser veranlasste den Wechsel Seiferts von Erfurt nach Jena. Zwar kam Seifert zu keinen weiteren internationalen Einsätzen, in der Oberligamannschaft des Meisters fand er sich jedoch 1963/64 gut zurecht und absolvierte 23 der 26 ausgetragenen Punktspiele, in denen er mit sieben Toren erfolgreich war. Außerdem wurde er in den beiden Europapokalspielen des SC Motor gegen Dinamo Bukarest (0:2, 0:1) eingesetzt. In der Spielzeit 1964/65 kam er in der Hinserie nur in den drei ersten Punktspielen und in der Rückrunde nur sporadisch in weiteren fünf Spielen zum Einsatz. Am Ende der Saison kehrte Seifert nach Erfurt zurück.

## FC Rot-Weiß Erfurt
Beim SC Motor Erfurt fügte er sich wieder nahtlos in das Erstligateam ein. Während der Saison 1965/66, in der die Mannschaft zum neu gegründeten FC Rot-Weiß Erfurt wechselte, kam Seifert in 21 Oberligaspielen zum Einsatz und war mit neun Toren wieder treffsicherster Schütze der Erfurter. Der neu gegründete Klub musste jedoch bereits in seiner ersten Saison aus der Oberliga absteigen, und Seifert musste für ein Jahr in der zweitklassigen DDR-Liga spielen. Den Blumenstädtern gelang sofort der Wiederaufstieg, auch dank der 20 Tore von Seifert, mit denen er Torschützenkönig der Liga wurde. Im neuen Oberligadurchgang 1967/68 konnte er erst vom 10. Spieltag an eingesetzt werden und kam so nur zu 16 Punktspieleinsätzen. 1968/69 hatte er wieder seinen Stammplatz in der Oberligamannschaft sicher, wurde allerdings auf unterschiedlichen Positionen in allen Mannschaftsteilen eingesetzt. Seiferts letzte Oberligasaison war die Spielzeit 1969/70. Er absolvierte noch einmal 14 Erstligaspiele auf unterschiedlichen Positionen und kam auch noch einmal zu vier Torerfolgen. Sein letztes Oberligaspiel war die Partie des 15. Spieltages am 21. März 1970. Beim 1:0-Sieg über Stahl Eisenhüttenstadt stand er als Linksaußenstürmer für 74 Minuten in der Mannschaft.

## Ende der Fußball-Laufbahn
Innerhalb von zehn Jahren kam Seifert damit auf 158 DDR-Oberligaspiele (127 in Erfurt, 31 in Jena), in denen er 64 (55/9) Tore schoss. Seine Laufbahn als Fußballspieler beendete er wieder bei Motor Sömmerda. Mit dieser Mannschaft stieg er gleich in seiner ersten Saison 1970/71 in die DDR-Liga auf. 1972 hörte er endgültig mit dem Fußballspielen auf. Anschließend wurde er bei der Sömmerdaer Mannschaft, die sich inzwischen BSG Zentronik nannte, bis 1978 Übungsleiter. Ab 1982 trainierte er die BSG Einheit Kölleda in der drittklassigen Bezirksliga Erfurt, die 1990 (inzwischen SV Funkwerk Kölleda) zu den Gründungsmitgliedern der Thüringenliga gehörte und mit der er 1992 Thüringenmeister wurde und somit in die Amateur-Oberliga aufstieg. Nach dem Abstieg trainierte Seifert die Mannschaft noch für eine Saison, ehe er sich 1994 ins Privatleben zurückzog.